# 포흐얀마 지역

포흐얀마 지역의 문장

포흐얀마 지역의 위치

포흐얀마 지역(핀란드어: Pohjanmaa, 스웨덴어: Österbotten)은 핀란드를 구성하는 지역 가운데 하나로, 중심 도시는 바사이며 면적은 7,600km2, 인구는 175,348명이다. 중앙포흐얀마 지역, 남포흐얀마 지역, 사타쿤타 지역과 접하며 16개 지방 자치체를 관할한다. 핀란드에서 올란드 제도 다음으로 스웨덴어를 구사하는 인구가 가장 많은 지역이다.